# Qasigiannguit

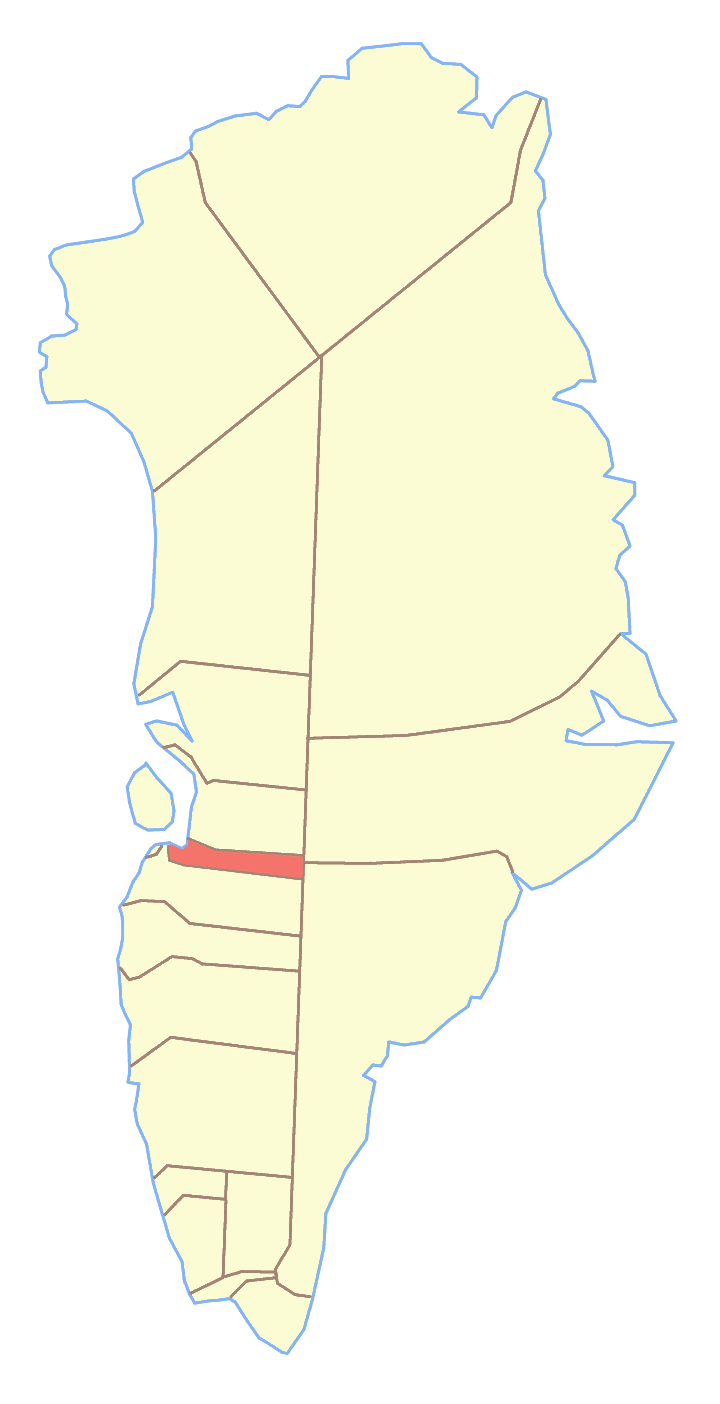
Ubicación de la municipalidad de Qasigiannguit en Groenlandia.

Qasigiannguit (danés: Christianshåb), es un pueblo ubicado en la bahía de Disko, Groenlandia y el centro administrativo del municipio de Qasigiannguit, con una superficie de 3000 km² y una población de 1,417 habitantes, su actual alcalde es Jess Svane.
La aldea de Ikamiut de 100 habitantes, también pertenece a la municipalidad.

## Historia
Fundado inicialmente al otro lado de la bahía de Bryghus, el 25 de junio de 1734, por el negociante danés Jacob Severin como una colonia de comercio conocida como Christians Haab en honor al rey de Dinamarca Christian VI.
Severin obtuvo el monopolio del comercio de Groenlandia de parte del Rey en 1749, los daneses impusieron a partir de 1739 un violento monopolio comercial en contra de los holandeses interesados en comerciar con Groenlandia desde Qasigiannguit. 
De 1736 a 1740, el misionero Poul Egede residió en Christianhåb.
El asentamiento fue reubicado en 1763 en el lugar que ocupa actualmente. Aún existen las ruinas del antiguo asentamiento.

## Economía
La industria principal del área es la pesca de camarón y halibut. Hay una fábrica procesadora y empacadora de cangrejo que se estableció 1959. Consigo, la población aumentó de 300 a 1,400. Junto a un hospital y una escuela vocacional, se encuentra el seminario de socio pedagogía de la Universidad de Nuuk en Qasigiannguit.

## Turismo
La ciudad está bien conectada a Groenlandia por barco y helicóptero. Hay numerosos restaurantes y hoteles disponibles. El morado color de su bahía así como su arquitectura colonial son parte de sus atractivos, también existe un museo de historia, donde se pueden apreciar importantes hallazgos arqueológicos de la cultura cazadora-recolectora de los antiguos inuit, así como su historia. La flora y fauna de la región así como la posibilidad de ascender a las montañas cercanas de 400 a 500 metros de altura, son otros de los atractivos turísticos del lugar.